# Vârful Vlădeasa, Masivul Vlădeasa
Vârful Vlădeasa este cel mai înalt vârf din Masivul Vlădeasa, atingând altitudinea de 1836 m. Culmea e formată din 2 vârfuri, Vlădeasa și Vlădeasa Sud, aflate la o distanță mică unul de celălalt și aproximativ la aceeași altitudine. Prezintă urme de periglaciațiune pe latura sudică a vârfului, ba mai mult, o mică urmă de căldare glaciară neformată în coborâre de pe vârf la Pietrele Albe. Oferă largi priveliști asupra Stanei cu vf. Buteasa, Padișului și Bihorului, Muntelui Mare și chiar asupra depresiunii Huedin; în zilele de decembrie, cand norii sunt joși si aerul de peste ei este curat, se pot vedea crestele Munților Retezat.